# لوسی (فضاپیما)
لوسی (به انگلیسی: Lucy) یک کاوشگر فضایی برنامه‌ریزی شده توسط ناسا است که با کامل کردن سفری ۱۲ ساله به ۸ سیارک مختلف از تروجان‌های مشتری دیدار می‌کند. تروجان‌ها، سیارک‌هایی که با مشتری مدار مشترکی دارند، در پیشاپیش یا به دنبال مشتری در یک کمربند اصلی به دور خورشید می‌گردند. همهٔ ماموریت‌ها توسط پرواز از نزدیک انجام می‌شود. در ۴ ژوئیهٔ ۲۰۱۷، لوسی همراه با مأموریت سایکی به ترتیب به عنوان مأموریت ۱۳ و ۱۴ برنامه دیسکاوری ناسا برگزیده شدند. نام این مأموریت از اسکلت لوسی گرفته شده‌است، زیرا مطالعهٔ تروجان‌ها می‌تواند «فسیل‌های تشکیل سیاره» را آشکار کند: موادی که در ابتدای تاریخ منظومه شمسی بر روی هم فشرده شده‌اند و سیاره‌ها و سایر اجرام را ساخته‌اند.
در ۲۸ اوت ۲۰۲۰، ناسا اعلام کرد که تصمیم اصلی خود را با «چراغ سبز» برای مونتاژ و آزمایش فضاپیما و ابزارهای آن گذرانده‌است. ابزارهای فضاپیما با L'LORRI در ۲۶ اکتبر ۲۰۲۰ وارد شدند. در ۳۰ ژوئیه ۲۰۲۱، فضاپیما برای آماده‌سازی پرتاب با هواپیمای ترابری C-17 به فلوریدا منتقل شد و لوسی در ۳۰ سپتامبر ۲۰۲۱ بر روی موشک پرتاب‌کننده قرار گرفت. پنجره پرتاب ۲۳ روزه لوسی در ۱۶ اکتبر ۲۰۲۱ برای پرتاب باز است. فضاپیما قرار است نخستین پرواز کناری سیارکی خود را در آوریل ۲۰۲۵ انجام دهد.

## نمای کلی مأموریت
در ۱۶ اکتبر ۲۰۲۱ لوسی بر روی مدل ۴۰۱ وسیله نقلیه پرتاب ائتلاف پرتاب و راه‌اندازی به فضا پرتاب شد، و دو کمک گرانشی دیگر از زمین دریافت می‌کند: یکی در سال ۲۰۲۲ و دیگری در ۲۰۲۴.در سال ۲۰۲۵، توسط سیارک کمربند اصلی داخلی ۵۲۲۴۶ دونالد جانسون، (که با برگرفتن از نام کاشف فسیل لوسی هومینین نامگذاری شده)، پرواز کناری خواهد کرد. در سال ۲۰۲۷، به تروجان بزرگ L4 (اردوگاه سیارک‌های یونانی؛ تروجان‌هایی که ۶۰ درجه جلوتر از مشتری در چرخش‌اند) می‌رسد، جایی که از چهار تروجان: ۳۵۴۸ یورایبتس (با همتایش مینوتیوس)، ۱۵۰۹۴ پلی‌مِلِه، ۱۱۳۵۱ لوکوس و ۲۱۹۰۰ اوروس بازدید نزدیک دارد.پس از این پروازها، لوسی در سال ۲۰۳۱ برای یک کمک گرانشی دیگر به سمت ابر تروجان L5 (اردوگاه تروا؛ آنهایی که با فاصله ۶۰ درجه پشت مشتری در چرخش‌اند) به زمین بازمی‌گردد؛ که در آن مسیر در سال ۲۰۳۳ از تروجان دوتایی پاتروکلوس ۶۱۷ با سیارک همدم مینوتیوس دیدن می‌کند. این مأموریت ممکن است با پرواز از کنار پاتروکلوس-منوئتیوس به پایان برسد، اما در آن زمان لوسی در مدار ثابت و ۶ ساله بین ابرهای L4 و L5 قرار می‌گیرد و تمدید مأموریت امکان‌پذیر خواهد بود.